# 卡蘇庫湖
卡蘇庫湖（法語：Lac Kasuku），是剛果民主共和國的湖泊，位於該國東部，由馬涅馬省負責管轄，處於首都金夏沙以東1,200公里，面積18平方公里，海拔高度472米。